# Wolfgang Stahl (Anwalt)
Wolfgang Stahl (* 20. Januar 1972) ist ein deutscher Rechtsanwalt und Strafverteidiger. Er befasst sich schwerpunktmäßig mit der Verteidigung im Wirtschafts- und Steuerstrafrecht sowie strafrechtlichen Revisionen.

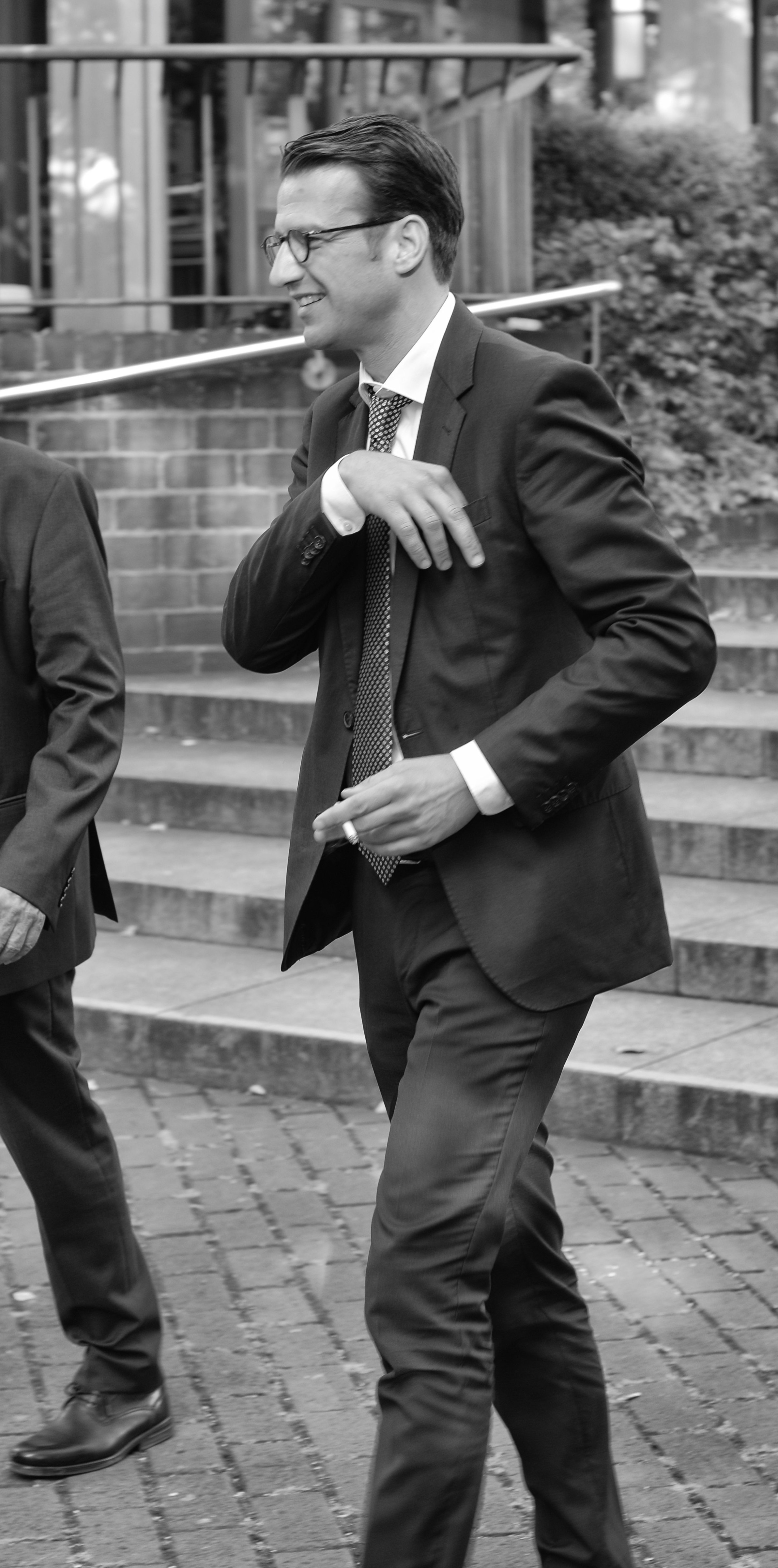
Wolfgang Stahl auf dem Weg ins Strafjustizzentrum München während des NSU-Verfahrens

## Leben
Wolfgang Stahl stammt aus der Nähe von Koblenz. Er studierte Rechtswissenschaften an der Rheinischen Friedrich-Wilhelms Universität in Bonn. Stahl ist ausschließlich als Strafverteidiger tätig. Seit 2004 ist er als Rechtsanwalt zugelassen und ist Mitglied der Rechtsanwaltskammer Koblenz.
Er ist deutscher Rechtsanwalt und Fachanwalt für Strafrecht. Der Schwerpunkt seiner Tätigkeit liegt im Wirtschafts- und Steuerstrafrecht sowie strafrechtlichen Revisionen. Anfangs beschäftigte er sich hauptsächlich mit Wehrstraf- und Wehrdisziplinarsachen in Generalstabsabteilungen von Kommandobehörden der Bundeswehr, dann wandte er sich Umfangverfahren zu.
Einer breiten Öffentlichkeit bekannt wurde er im November 2011, als er im NSU-Prozess zusammen mit Wolfgang Heer die Verteidigung der Rechtsextremistin Beate Zschäpe übernahm, die ehemaliges Mitglied der Terrorgruppe Nationalsozialistischer Untergrund ist. Im August 2012 kam Anja Sturm als dritte Verteidigerin Beate Zschäpes hinzu. Nachdem Stahl und Sturm zunächst als unbezahlte Wahlverteidiger gearbeitet hatten, wurden sie im Dezember 2012 vom Münchner Oberlandesgericht zu weiteren Pflichtverteidigern bestellt.
Zu diesem Zeitpunkt war Stahl zusammen mit Boris von Deringer Partner der Kanzlei stahl von deringer in Koblenz. Im Laufe des Prozesses rückten die Zschäpe-Anwälte vermehrt in den Fokus. So wurde Stahl während und nach dem Prozess mehrfach von Zeitschriften und Zeitungen interviewt und im Sonderheft FOCUS SPEZIAL - Deutschlands Top-Anwälte porträtiert. Zudem wurde er mit seinen Kollegen mehrfach zu Podiumsdiskussionen an Universitäten eingeladen. Im Dezember 2014 verließ Stahl die Koblenzer Kanzlei und gründete seine eigene Kanzlei Stahl Rechtsanwälte in unmittelbarer Nachbarschaft.
Er ist Oberstleutnant der Reserve der Bundeswehr. Stahl war jahrelang Mitglied der FDP und bei dieser Mitglied im Kreisvorstand, hat die Partei aber mittlerweile verlassen. Im Jahr 2019 steuerte er neben Politikern wie Wolfgang Schäuble, Sahra Wagenknecht oder Jens Spahn einen Beitrag zu Michael Kühnleins Sammelband konservativ?!: Miniaturen aus Kultur, Politik und Wissenschaft bei.

## Veröffentlichungen
Beitrag in Münchener Anwaltshandbuch Vergütungsrecht, Vergütung in Straf- und Bußgeldverfahren, 2. Auflage 2011, Buch XXXIX, C. H. Beck, ISBN 978-3-406-61898-7.
Wie kann man so jemanden verteidigen?, Beitrag in Klaus Winkler (Hrsg.), Beck’scher Referendarführer 2017/2018, C. H. Beck, ISBN 978-3-406-71517-4.
Beitrag in Michael Kühnlein (Hrsg.): „Konservativ - Miniaturen aus Kultur, Politik und Wissenschaft“, 2019, Duncker & Humblot, ISBN  978-3-428-15750-1.